# Lasse Bo Handberg
Lasse Bo Handberg (født 18. oktober 1972) dansk dramatiker, instruktør, teater- og filmselskabsdirektør.
Handberg er student fra Birkerød Gymnasium i 1989 og cand.mag. i filosofi og dansk fra Københavns Universitet.
Fra 2003 til 2012 var Lasse Bo Handberg chef for BaggårdTeatret i Svendborg. BaggårdTeatret opnåede under Handbergs ledelse egnsteaterstatus i 2007. I 2005 var Laasse Bo Handberg med til at stifte det lille storbyteater i Odense Teater Momentum, hvor han siden har været formand for bestyrelsen.
Fra 2012 til 2017 var Lasse Bo Handberg direktør for teatret Mungo Park Kolding og fra 2017 til 2019 for Mungo Park i Allerød.
I 2019 var Lasse Bo Handberg medstifter af filmselskabet Ulla Film, hvor han blev ansat som direktør. Og siden 2021 har Lasse Bo Handberg været chefredaktør på Kiosk.
Lasse Bo Handberg har skrevet flere skuespil, bl.a. Erhard mod Monopolet og Fritz Hansen Folket for Mungo Park i Allerød; Folkeskolereformen for Mungo Park Kolding; Jäger for Teatret Svalegangen; Producenterne på Fjællebroen for Nørrebro Teater og Den fortabte søn og Statsministeren for BaggårdTeatret. Sammen med instruktør og dramatiker Martin Lyngbo har Handberg desuden dramatiseret Søren Kierkegaards Forførerens Dagbog. 
Som instruktør har Handberg bl.a iscenesat Kampen Om Danmark baseret på Shakespeares King Lear, Taasinge om Elvira Madigan; Honningkagebyen om Brødremenigheden i Christiansfeld og teaterkoncerten CARL som vandt Den fynske kulturpris i 2017.  
Af væsentlige produktioner kan desuden nævnes: Forsamlingshuset (BaggårdTeatret, 2008); Rindal (Mungo Park Kolding, 2013); Yahya Hassans Digte (Mungo Park Kolding, 2014) og De Stuerene (Mungo Park Kolding, 2016).
Handberg har sidde i bestyrelsen for Det københavnske Teatersamarbejde (KBHT), har været bestyrelsesformand for filmfestivalen SVEND og har bl.a. taget initiativ til Svendborg Dage med Brecht. 